# 기슈 철도선

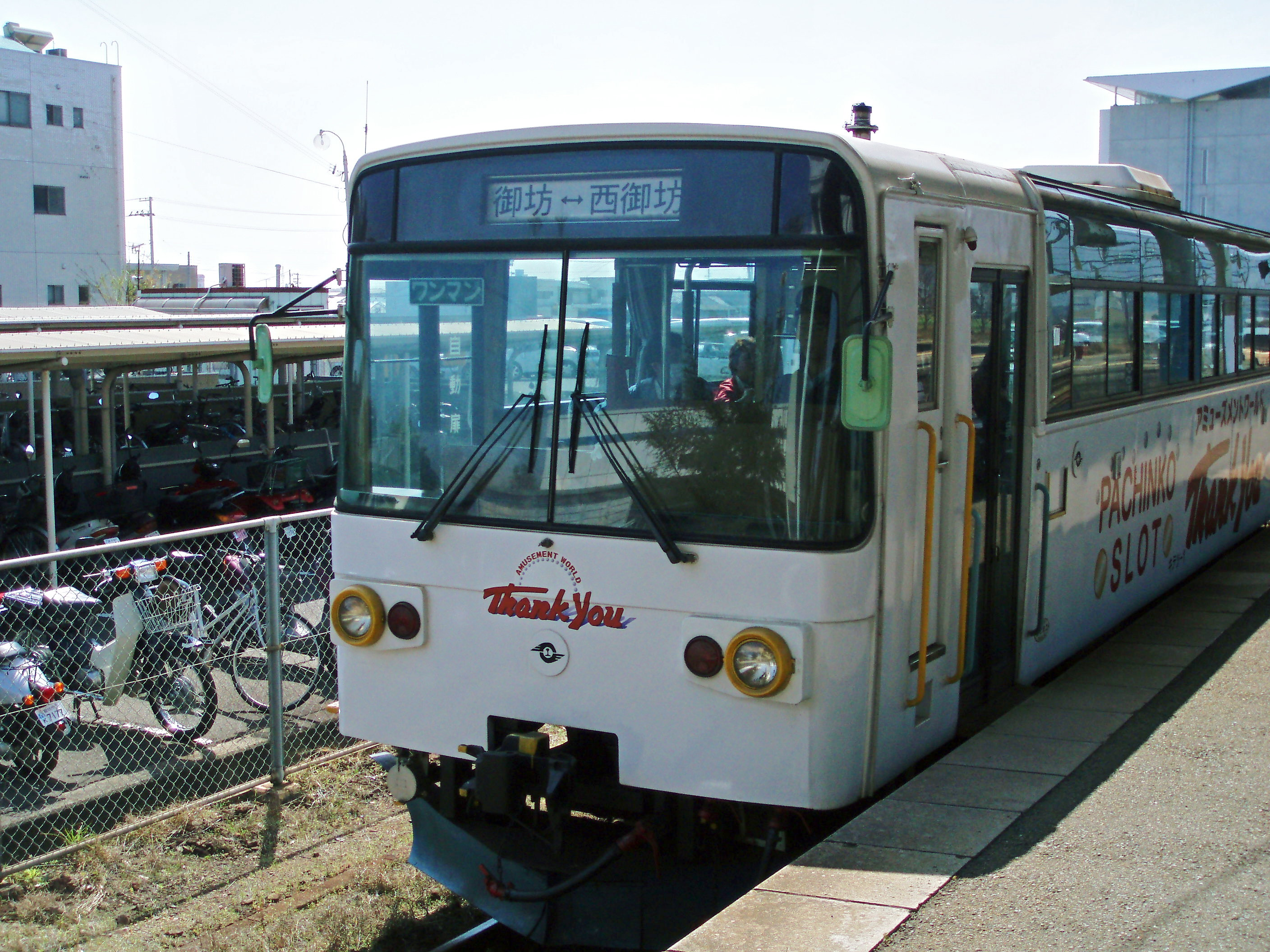

기슈 철도선(일본어: 紀州鉄道線)은 일본 와카야마현 고보시에 있는 고보역부터 니시고보역까지를 연결하는 기슈 철도의 철도 노선이다. 아리다 철도선 폐지 이후, 와카야마현 유일의 전선 비전철화 노선이다.

## 노선 정보
- 노선 거리 (영업 거리) : 2.7km
- 궤간 : 1,067mm
- 역 수 : 5역 (기.종점역 포함)
- 복선화 구간 : 없음 (전 구간 단선)
- 전철화 구간 : 없음 (전 구간 비전철화)
- 폐색 방식 : 스탭 방식
- 최고 속도 : 40km/h

## 역 목록
- 전 노선 와카야마현 고보시에 소재.

| 역 이름      | 일본어 이름 | 역간 거리 (km) | 영업 거리 (km) | 접속 노선                   |
| ------------ | ----------- | -------------- | -------------- | --------------------------- |
| 고보         | 御坊        | -              | 0.0            | 서일본 여객철도 간사이 본선 |
| 가쿠몬       | 学門        | 1.5            | 1.5            |                             |
| 기이고보     | 紀伊御坊    | 0.3            | 1.8            |                             |
| 시야쿠쇼마에 | 市役所前    | 0.6            | 2.4            |                             |
| 니시고보     | 西御坊      | 0.3            | 2.7            |                             |

## 같이 보기
- 일본의 철도 회사 목록